# Changning, Guangdong
Changning (kinesiska: 长宁) är en köping i sydöstra Kina. Den ligger i Boluo härad i staden Huizhou i provinsen Guangdong, omkring 79 kilometer öster om provinshuvudstaden Guangzhou. Antalet invånare är 39 983. Befolkningen består av 19 177 kvinnor och 20 806 män. Barn under 15 år utgör 20,0 %, vuxna 15-64 år 71 %, och äldre över 65 år 7,0 %.